# Coppa Mitropa 1990
La Coppa Mitropa 1990 fu la quarantottesima edizione del torneo e venne vinta dagli italiani del Bari, alla prima vittoria nella competizione.
Anche in questa edizione come due anni prima, ci si trovò davanti ad una Serie B terminata ex aequo: per compensare, si invitarono due squadre jugoslave.

## Partecipanti
| Nazione                   | Squadra             | Campionato                                                                                  | Note |
| ------------------------- | ------------------- | ------------------------------------------------------------------------------------------- | ---- |
| Cecoslovacchia (bandiera) | Slavia Praga        | 4º nel campionato di Cecoslovacchia 1988-89                                                 |      |
| Jugoslavia (bandiera)     | Radnički Niš Osijek | 7º nel campionato di Jugoslavia 1988-89 8º nel campionato di Jugoslavia 1988-89             |      |
| Ungheria (bandiera)       | Pécs                | 11º nel campionato d'Ungheria 1988-89                                                       |      |
| Italia (bandiera)         | Genoa Bari          | 1º nel campionato d'Italia di Serie B 1988-89 2º nel campionato d'Italia di Serie B 1988-89 |      |

## Torneo

### Fase a gironi

#### Gruppo A
Gare giocate il 17, 18 e 19 maggio (il Bari gioca in casa, Radnicky-Pecsi si gioca al "D'Angelo" di Altamura e Radnicky-Bari al Puttilli di Barletta).
| Squadra 1    | Risultato | Squadra 2    |
| ------------ | --------- | ------------ |
| Bari         | 3 - 0     | Pécs         |
| Radnički Niš | 1 - 0     | Pécs         |
| Bari         | 3 - 0     | Radnički Niš |

Classifica
| Squadra      | P.ti | G | V | P | S | GF | GS | DR |
| ------------ | ---- | - | - | - | - | -- | -- | -- |
| Bari         | 4    | 2 | 2 | 0 | 0 | 6  | 0  | +6 |
| Radnički Niš | 2    | 2 | 1 | 0 | 1 | 1  | 3  | -2 |
| Pécs         | 0    | 2 | 0 | 0 | 2 | 0  | 4  | -4 |

#### Gruppo B
Gare giocate il 17, 18 e 19 maggio (Genoa-Slavia Praga si gioca al Comunale di Andria, Slavia Praga-Osijek si gioca al "Città degli Ulivi" di Bitonto, Genoa-Osijek si gioca al della Vittoria di Bari).
| Squadra 1    | Risultato | Squadra 2    |
| ------------ | --------- | ------------ |
| Genoa        | 0 - 0     | Slavia Praga |
| Slavia Praga | 2 - 0     | Osijek       |
| Genoa        | 6 - 0     | Osijek       |

Classifica
| Squadra      | P.ti | G | V | P | S | GF | GS | DR |
| ------------ | ---- | - | - | - | - | -- | -- | -- |
| Genoa        | 3    | 2 | 1 | 1 | 0 | 6  | 0  | +6 |
| Slavia Praga | 3    | 2 | 1 | 1 | 0 | 2  | 0  | +2 |
| Osijek       | 0    | 2 | 0 | 0 | 2 | 0  | 8  | -8 |

### Finale
| Squadra 1 | Risultato | Squadra 2 |
| --------- | --------- | --------- |
| Bari      | 1 - 0     | Genoa     |

| Arbitro: | Branko Bujic |

| |            | |
| Perrone 11’ | Marcatori  | |
| Mannini Ceramicola Carbone (88' Amoruso) Terracenere (67' Lupo) Righetti Brambati Perrone Urbano João Paulo Gérson Scarafoni (61' Monelli) | Formazioni | Braglia Ferroni Caricola Ruotolo Collovati Signorini Eranio (87' Covelli) Fiorin Fontolan Urban Rotella |
| Gaetano Salvemini | Allenatori | Franco Scoglio (in panchina il vice Gennari)                                                            |

## Classifica marcatori
|  | Gol | Marcatore         | Squadra      |
|  | --- | ----------------- | ------------ |
|  | 2   | Lorenzo Scarafoni | Bari         |
|  | 2   | Pavel Kuka        | Slavia Praga |
|  | 2   | Valeriano Fiorin  | Genoa        |